# Римска Трансдиерна (Стара Текија)
Стара Текија, баш као и 2000 година пре, римска Трансдиерна је била смештена на првој, природно повољној локацији, на излазу из кањона Доње клисуре, на десној обали.
Прво, старије утврђење, димензија 100 х 84 м подигнуто је почетком 1. века, на левој обали Текијског потока, за војну јединицу мешовитог састава, укључујући и флоту. У периоду касноантичке обнове, у 4. веку (Диоклецијан – Константин Велики) на овој локацији је била подигнута мања четвороугаона фортификација, димензија 32 х 25 м, неправилног облика, са четвороугаоним спољним кулама.
Последња обнова овог кастела била је у 6. веку, у време Јустинијана I.
Изван зидова тврђаве се током 600 година ширило цивилно насеље константовано на неколико локација.
Цео локалитет је потопљен дунавском акумулацијом 1970. године.
Откривени налази са локалитета сведоче о значају овог места током свих шест векова римског лимеса и могу се видети у Археолошком музеју Ђердапа у Кладову.